# Израильско-камерунские отношения
Израильско-камерунские отношения — отношения между Республикой Камерун и Государством Израиль, двумя иудеохристианскими нациями Афро-Евразии. Камерун вместе с Эритреей являются единственными двумя африканскими странами, которые не признают независимость Государства Палестина.

## История
Камерун голосовал против некоторых антиизраильских резолюций ООН, а также был единственной страной, голосовавшей против резолюции ООН «Помощь палестинским беженцам»
Камерун прекратил отношения с Израилем в период с 1973 по 1986 год и был одним из первых государств, восстановивших их. Правительство Камеруна использует израильские бронированные автомобили, а Силы Быстрого Реагирования Камеруна (часто называемые по французской аббревиатуре BIR), экипируются и тренируются в Израиле.
Камерунским студентам были выданы визы на 11 месяцев для того, чтобы они могли посетить Израиль и обучаться сельскохозяйственному делу, в то время, как работники птицеводческих ферм проходили обучение в Израиле.
Израильтяне также тренировали персонал шести камерунских больниц в борьбе против вируса Эбола.
В 2016 году Израиль оказал помощь Камеруну в борьбе со вспышкой птичьего гриппа. В октябре того же года при Национальном политехническом институте в Яунде открылся израильский центр высоких технологий, один из самых современных в странах Африки.
В апреле 2018 года при поддержке программы ООН по оказанию помощи пигмейским племенам Африки и израильской организации МАШАВ, израильский МИД обеспечил доступ в Интернет для одной из школ племени пигмеев Бака. Кроме того, израильское правительство подарило школе, бывшей ранее самой отсталой в стране, несколько планшетных компьютеров. До этого школа не имела никаких средств связи.
В мае 2018 года посольство Израиля в Камеруне при участии организации МАШАВ отремонтировало в Яунде, столице Камеруна, единственное в этой африканской стране убежище для ЛГБТ-подростков, изгнанных из своих семей. Также планируется открытие и финансирование клиники, в которой представители ЛГБТ смогут проверить свой ВИЧ-статус, поскольку они избегают сдавать анализы в государственных клиниках.
В сентябре 2018 года Израиль подарил Камеруну 10 мобильных установок NUF 500 для фильтрации воды. Андре Мама Фоуда, министр здравоохранения этой африканской страны, отметил, что эти установки будут переданы жителям севера страны, где отмечается вспышка заболеваемости холерой, от которой умерли по меньшей мере 17 человек.
В начале 2019 года разгорелся дипломатический скандал, когда представитель камерунского министерства юстиции Жан Де Диу Момо в своей речи оправдал действия нацистов против евреев. Ран Гидор, посол Израиля в этой африканской стране, потребовал от правительства принести официальные извинения, что было сделано чуть позднее.

## Галерея
- Президент Камеруна Ахмаду Ахиджо на встрече с израильским премьер-министром Давидом Бен-Гурионом в отеле «Кинг Дэвид», Иерусалим, 16 мая 1963 года
- Камерунский президент Ахмаду Ахиджо с начальником Генштаба АОИ (слева) Цви Цуром и командующим ВВС Израиля генералом Эзером Вейцманом (справа) на авиабазе
- Камерунский президент Ахмаду Ахиджо с израильским послом в Камеруне, Эльхананом Гафни, на приёме в отеле «Кинг Дэвид», 20 мая 1963 года
- Камерунский президент Ахмаду Ахиджо на встрече с главой МИД Голдой Меир, Иерусалим, 16 мая 1963 года